# Beelarongia
Beelarongia is een geslacht van uitgestorven kwastvinnige vissen dat leefde tijdens het Laat-Devoon (Frasnien, ongeveer 375 tot 385 miljoen jaar geleden). Fossielen zijn gevonden in Victoria, Australië.

## Naamgeving
De typesoort Beelarongia patrichae is in 1987 benoemd door John Long. De geslachtsnaam is afgeleid van het Aboriginal beelarong, dat 'glanzend' betekent, een verwijzing naar de glanzende laag cosmine op de schubben. De soortaanduiding eert de paleontologe Patricia Rich.
Het holotype is NMV P160872, een schedel in de vorm van een natuurlijke mal, en een voorste romp in 1970 opgegraven door Jim Warren op Mount Howitt. Verschillende specimina, waaronder stukken schubben en een schoudergordel, zijn aan de soort toegewezen.

## Beschrijving
Beelarongia is middelgroot. De schedel heeft een lengte van tien centimeter.
Onderscheidende kenmerken zijn de kleine oogkassen met erachter een enkel extra postorbitale. De extratemporalia zijn uitzonderlijk groot maar toch relatief smal. Het schild van de wandbeenderen is achteraan breed verdeeld. De schubben zijn ruitvormig met een hoge bult. Het is niet helemaal zeker dat ze met cosmine bedekt waren; dat werd afgeleid uit de gladheid van het afgietsel dat van de natuurlijke mal gemaakt is.